# Józef Korzeniowski (aktor)
Józef Korzeniowski (ur. 24 lipca 1934 w Opatowie, zm. 24 listopada 1993 w Gdyni) – polski aktor i śpiewak.

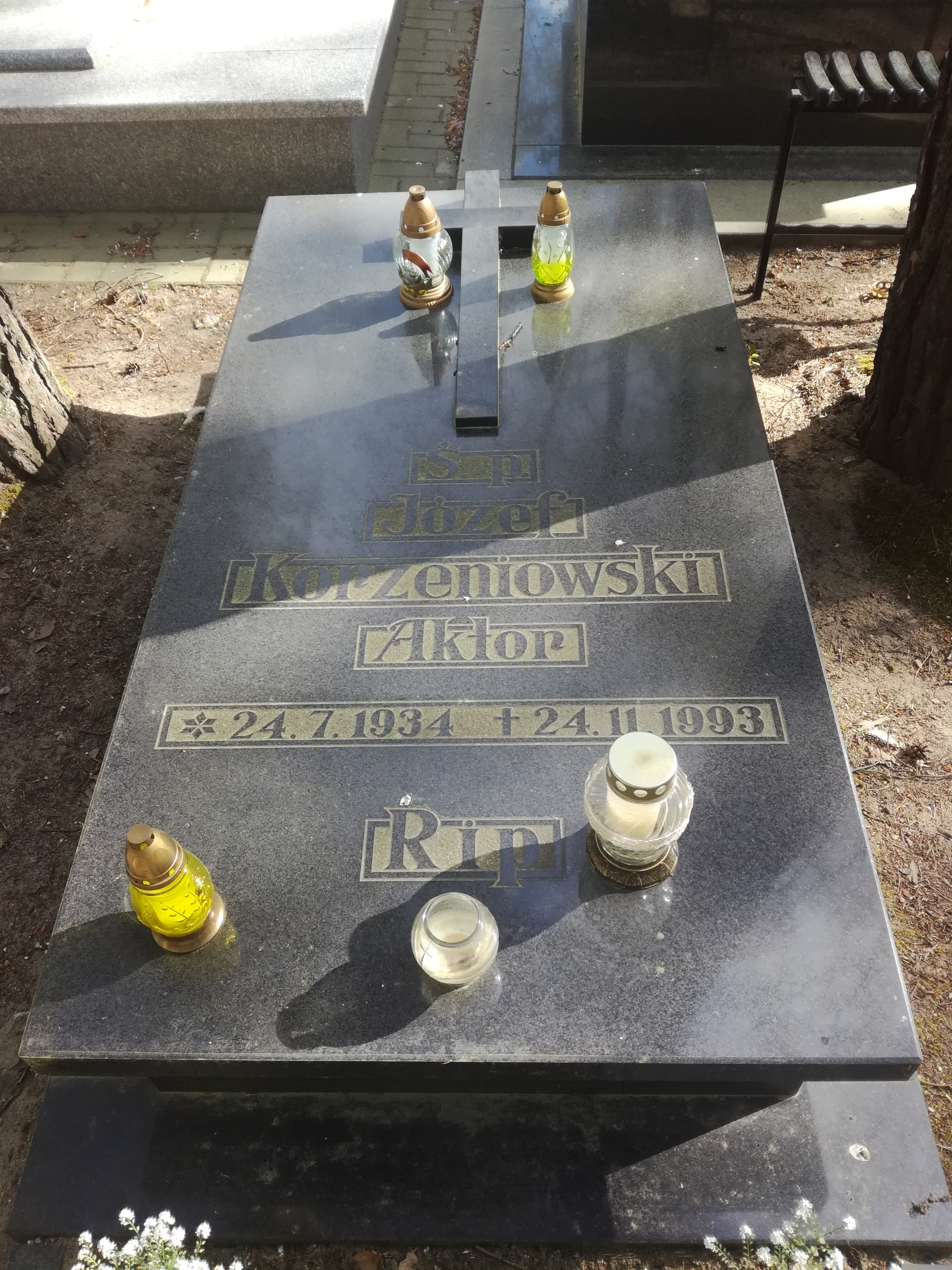
Grób Józefa Korzeniowskiego na cmentarzu Witomińskim

## Życiorys
W latach 1949–1953 występował w Teatrze Lalki i Aktora "Baj Pomorski" w Toruniu, 1954–1957 – w Bałtyckim Teatrze Dramatycznym w Koszalinie (Tomasz Biegunka w Chorym z urojenia Moliera w 1955, Lisiewicz i Lubomir w Panu Geldhabie Aleksandra Fredry). W sezonie 1957/1958 grał w Teatrze Powszechnym Województwa Gdańskiego w Sopocie (Alfred w Mężu i żonie Aleksandra Fredry, Argant w Szelmostwach Skapena Moliera), w następnym zaś w Gdańskim Studiu Rapsodycznym. Od 1960 do 1982 był aktorem Teatrze Muzycznym w Gdyni (m.in. Frosz w Zemście nietoperza Johanna Straussa (syna) w 1963, Doktor Petypon w Damie od Maxima Georgesa Feydou w 1967 i gościnnie w Teatrze Muzycznym w Szczecinie rok później, Li w Krainie uśmiechu Franza Lehára w 1971, postać tytułowa w Panu Zagłobie Augustyna Blocha w 1972, Wacuś w Majcher lady Jerzego Derfla w 1972, Eternel w Madame Sans-Gene Stefana Kisielewskiego w 1975, Miechodmuch w Cud mniemany, czyli Krakowiacy i Górale Wojciecha Bogusławskiego i Jana Stefaniego w 1979, Pan Peachum w Operze za trzy grosze Bertolta Brechta w 1982. Na emeryturze pojawiał się na scenie do 1992 (m.in. Opowiadacz w Janosik, czyli na szkle malowane Ernesta Brylla w 1983, Cesarz w Madame Sans-Gene w 1983, Rozbirski w Drugim Wejściu Smoka, czyli Franek Kimono Story Andrzeja Korzyńskiego w 1984, Lejzor Wolf w Skrzypku na dachu Jerry’ego Bocka w 1984, Kiss w Księżniczce czardasza Emmericha Kálmána w 1986, Król Walorozo w Ja kocham Rózię! Andrzeja Korzyńskiego w 1990, Pan Grimwig w Oliver! Lionela Barta w 1990). Między 1966 a 1981 wystąpił w siedmiu spektaklach Teatru Telewizji.
Pochowany na cmentarzu Witomińskim w Gdyni (kwatera 62-1-16).

## Filmografia
- 1975: Czterdziestolatek jako dyrektor Wolica
- 1976: Olśnienie jako Skowronek, dyrektor PGR-u
- 1976: Znaki szczególne jako robotnik Walicki
- 1977: Znak orła jako wielki mistrz Henryk von Klocke (1 i 2 odcinek)
- 1980: Smak wody jako wczasowicz
- 1984: 07 zgłoś się jako Lisoń, właściciel sklepu w Sopocie (odcinek 1), barman w "Kaskadzie" (odcinek 8), Kazimierz Bagiński, kierownik wagonu pocztowego (odcinek 11), barman w "Posejdonie" (odcinek 15)
- 1985: Mokry szmal jako kierujący wydobyciem bursztynu dla Tokarskiego
- 1986: Kurs na lewo jako Bolek

## Nagrody i odznaczenia
- Złoty Krzyż Zasługi
- Order Stańczyka (1971)
- Nagroda Wojewody Gdańskiego (1987) za rolę Alfreda Dolittle w My Fair Lady w Teatrze Muzycznym w Gdyni